# Syke
Syke (udtale: [ˈziːkə]?) er en by i Landkreis Diepholz i den tyske delstat Niedersachsen, beliggende omkring 20 km syd for Bremen.

## Geografi
Syke er den største by og den tredjestørste kmmune i Landkreis Diepholz. Den ligger øst for Naturpark Wildeshauser Geest Byen gennemløbes af floden Hache . Syke kaldes også „Stadt im Grünen“ og er præget af de omkring 900 hektar store statsskove Friedeholz og Westermark.
Syke ligger i et morænelandskab med skovklædte bakker. Nordvest for byen ligger det 58 meter høje Hoher Berg. Byen lå ved en hærvej mellem Verden og Wildeshausen.